# Jordi Gemist Pletó
Jordi Gemist Pletó, (en llatí Georgius Gemistus, en grec antic Γεώργιος ὁ Γεμιστός), o també Jordi Pletó (Georgius Pletho, ὁ Πλήθων) va ser un escriptor romà d'Orient que va viure durant una part del segle xiv i a la primera meitat del segle xv.
Segurament va néixer a Constantinoble però va viure la major part de la seva vida al Peloponès i va tenir un alt càrrec sota l'emperador Manuel II Paleòleg. Li van donar el seu nom (Γεμιστός, o Πλήθων 'ple' o 'abundant') pels grans coneixements que tenia en diverses branques de la ciència. Va ser diputat al concili de Florència de l'any 1438 per part de l'església grega, i va acceptar la unió de les esglésies tal com volia l'emperador, tot i que la unió mai no es va fer efectiva.
Quan va ser a Florència va dirigir l'escola platònica a Occident, escola a la que va atreure diversos deixebles entre ells al cardenal Bessarió i a Cosimo de Mèdici, però no gaire temps després el platonisme va desaparèixer. L'any 1441 exercia altre cop un alt càrrec al Peloponès. La data real de la seva mort és desconeguda, però hom diu que viure uns 100 anys.
Va escriure un nombre sorprenent d'obres científiques, dissertacions, tractats, compilacions sobre diversos temes. Els principals són:
- Ἐκ τῶν Διοδώρου καὶ Πλουτάρχου, περὶ τῶν μετὰ τὴν ἐν Μαντινείᾳ μάχην, ἐν κεφαλαίοις διάληψις, o De Gestis Graecorum post pugnam ad Mantineam Duobus Libris Digesta, diversos extractes d'obres de Diodor de Sicília i de Plutarc.
- Περὶ Εἱμαρμένης, De Fato.
- Περὶ Ἀρετῶν, De Virtutibus.
- Orationes duae de Rebus Peloponnesiacis constituendis, una dirigida a Manuel II Paleòleg i l'altra a Teodor II Paleòleg.
- Περὶ ὧν Ἀριστοτέλης πρὸς Πλάτωνα διαφέρεται, De Platonicae atque Aristotelicae Philosophiae Diferentia.
- Μαγικὰ λογία τῶν ἀπὸ Ζωροάστρου ἐξηγηθέντα. Oracula Magica Zoroastris, un assaig sobre la religió dels antics perses.

A més d'aquestes obres, Gemist va fer extractes de la Ῥωμαϊκά (Ro̱maïká, Història de Roma) d'Apià, sobretot de la part referida a Síria, ja que volia explicar la història dels reis macedonis d'aquell territori. Va resumir la περὶ φυτῶν ἱστορία (De historia plantarum, Història de les plantes), de Teofrast i va extractar també la Història dels animals d'Aristòtil. Va fer resums d'obres de Diodor de Sicília sobre els regnes de Mèdia i d'Assíria, de Xenofont, de Dionís d'Halicarnàs, i d'altres autors. Algunes de les obres resumides s'han perdut i només en queden aquests extractes. També va escriure obres sobre retòrica, oracions fúnebres, llibres sobre teoria musical, sobre geografia, com ara una descripció del Peloponès, una geografia de Tessàlia, una obra sobre alguns errors geogràfics d'Estrabó i una traducció llatina de la Geographia de Claudi Ptolemeu.